# 1994 au Liban
Chronologie du Liban
- 1990
- 1991
- 1992
- 1993
- 1994
- 1995
- 1996
- 1997
- 1998

Cet article présente les faits marquants de l'année 1994 au Liban ou concernant ce pays.

## Évènements
- La croissance s’accélère au Liban (8 % en 1994, 7 % en 1995) mais le poids des charges financières la fait chuter à la fin de la décennie (4 % en 1996, 3,5 % en 1997, 2 % en 1998).
- 27 février : un attentat contre une église provoque dix morts à Zouk Mikhaïl au Liban.
- 23 mars : interdiction des Forces libanaises et arrestation de leur direction à la suite d'attentats[1].
- 24 avril : le chef des FL Samir Geagea est arrêté. Il passe en procès et est condamné à la réclusion à perpétuité[2].
- 5 mai : fondation de Solidere. Programme de reconstruction du centre-ville de Beyrouth (18 milliards de dollars).
- 21 mai : Moustapha Abou Ali Dirani, membre du Hezbollah est enlevé par un commando israélien[3].

## Sport
- Championnat du Liban de football 1993-1994 : c'est le club d'Al Ansar, tenant du titre depuis 1988, qui remporte à nouveau le championnat cette saison, après avoir terminé en tête du classement final avec sept points sur Safa Beyrouth et huit sur un duo composé d'Akhaa Ahli Aley et du Racing Club de Beyrouth. C'est le sixième titre de champion du Liban de l'histoire du club.